# Estación de Béziers
Béziers (en francés: Gare de Béziers) es una estación de tren francesa que sirve a la ciudad de Béziers en el departamento de Hérault en el sur de Francia. Está en la vía férrea del ferrocarril Burdeos-Sète.

## Servicios de tren
La estación cuenta actualmente con los siguientes servicios (2022):
Servicios de alta velocidad
- AVE: Marsella - Nimes - Montpellier - Perpiñán - Barcelona - Madrid
- TGV: París - Valence - Nimes - Montpellier - Perpiñán - Barcelona
- TGV: Lyon - Nimes - Montpellier - Perpiñán - Barcelona
- TGV: Lyon - Nimes - Montpellier - Toulouse

Servicios interurbanos (Intercités)
Burdeos - Toulouse - Montpellier - Marsella
Clermont - Ferrand - Millau - Béziers
Servicio local (TER Occitania)
Narbona - Béziers - Montpellier - Nimes - Aviñón
Cerbère - Perpiñán - Narbona –Montpellier - Nimes - Aviñón
Narbona - Montpellier - Nimes -  Arles - Marsella
Saint-Chély-d'Apcher - Marvejols - Millau - Béziers